# Hästskötsel
Hästskötsel omfattar pälsvård, hovskötsel och motionering av hästen, samt skötsel av stallet och hagen.

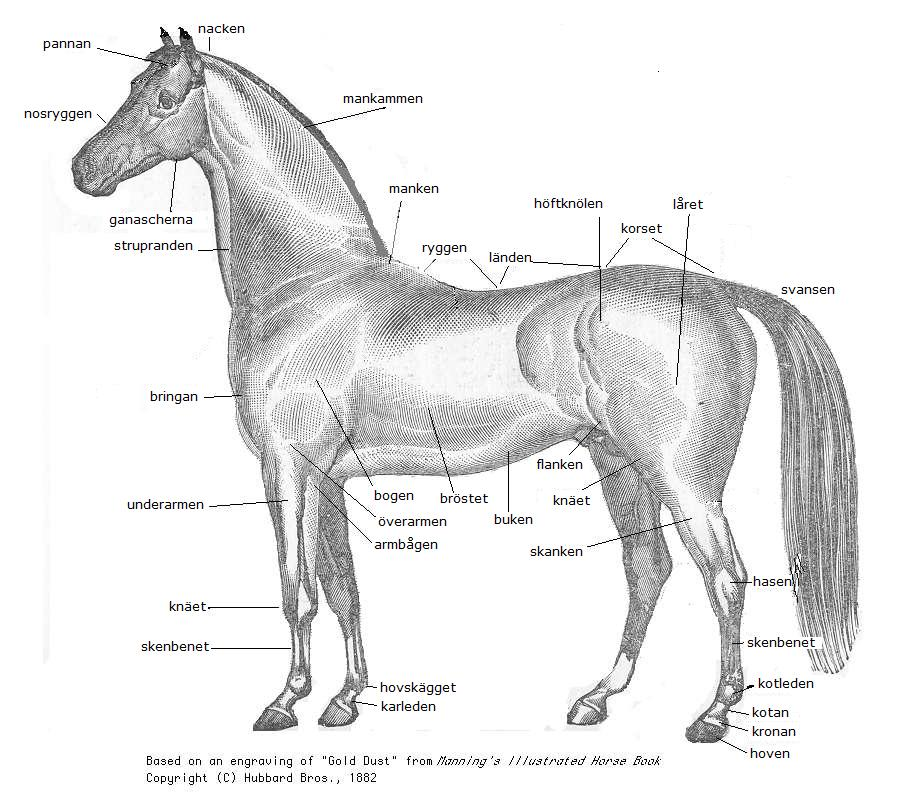
Hästens kroppsdelar.

## Visitering
Visitering är en översiktlig hälsokontroll av hästen. Vanligen börjar man med att småprata med hästen för att se hur den reagerar på rösten. Sedan utför man en mer handfast visitering genom att stryka med handen över hästens olika delar. Detta gör man för att känna om det har uppkommit sår, svullnader eller om hästen verkar öm. Att visitera hästen medan man ryktar är ett bra sätt att upptäcka småfel.
- Öronen – Öronen ska röra sig normalt och hästen ska påverkas om man pratar med den. Man kontrollerar även inuti örat för att upptäcka eventuella sår.
- Ögonen – Ögonen ska verka klara, röra sig normalt och inte rinna.
- Mulen – Mulen kontrolleras; Tunt, färglöst snor är ingen fara men tjockt, gult eller grönt snor kan vara tecken på kvarka. Djurets mun och mungipor får inte vara för torra, och läpparna får inte vara stela. Tänderna undersöks om någon tand fattas eller behöver raspas.
- Muskler –  Genom att trycka jämnt, med ett fast men inte för hårt tryck känner man igenom alla hästens muskler, speciellt på benen och över ryggen, för att se om de ömmar.
- Hovar – Hovarna undersöks för att upptäcka om hästen har trampat igenom på något vasst föremål eller om stenar kilat fast sig i hoven. Hornet och strålen ska vara hela. Vid strålröta ruttnar strålen sönder och luktar fränt och illa.
- Ben och karleder – Benen ska alltid kännas igenom för att tidigt kunna upptäcka en eventuell hälta och förebygga att den då blir värre. Benen ska vara fasta, hårda och torra – inte mjuka och svampiga. I karlederna ovanför hoven baktill samlas lätt smuts som kan bilda mugg och små sår. Karlederna ska vara lena och torra.
- Man och svans – Hårbotten granskas för att upptäcka möjliga utslag eller eksem.
- Anus och genitalier – Anus och genitalier ska vara fria från sår och var, och hästens spillning ska se normal ut.

## Ryktning
En häst ska helst ryktas varje dag. Det ökar blodcirkulationen och ger glans åt pälsen. Mindre sår och skavsår kan vid rykten lätt upptäckas. Hästen ska även ryktas före varje ridtur så att smuts inte ligger och skaver under sadeln eller tränset.

## Hovskötsel

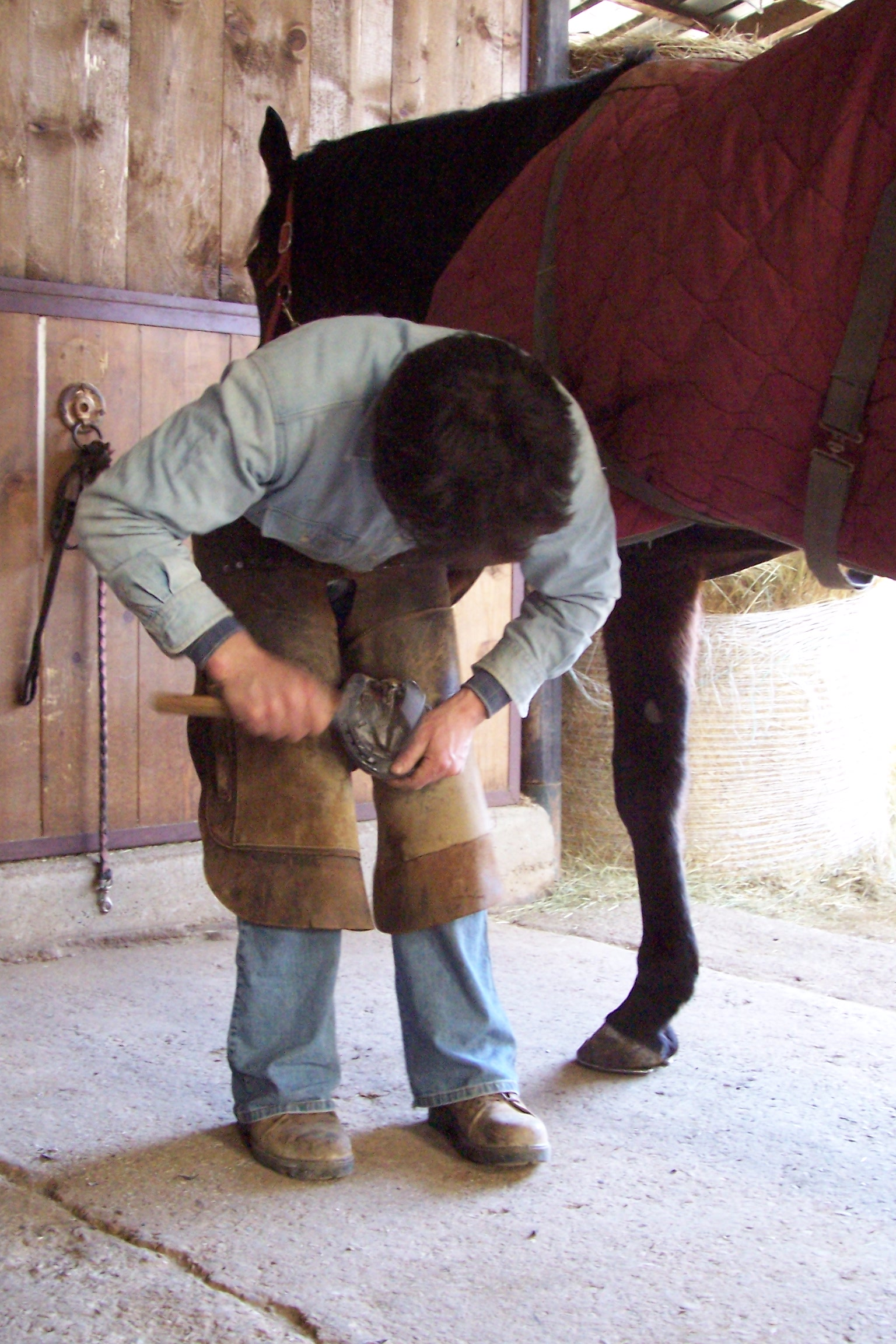
Att verka och sko hästen regelbundet är viktigt.

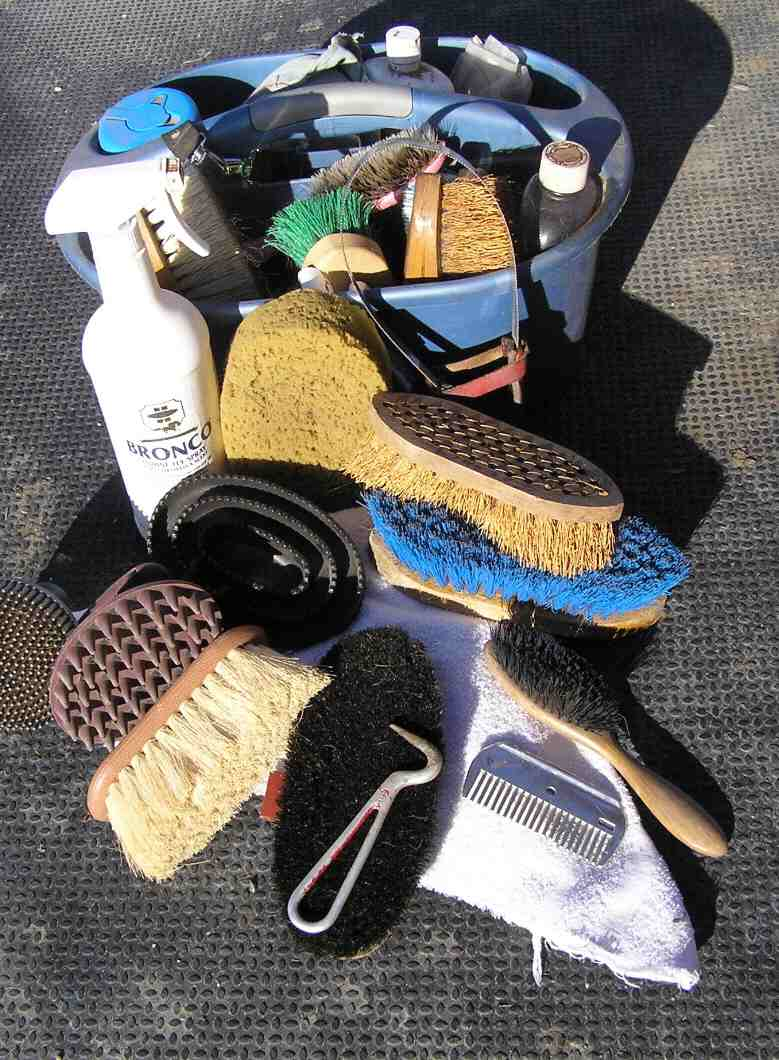
Att ha bra redskap när man sköter sin häst är A och O.

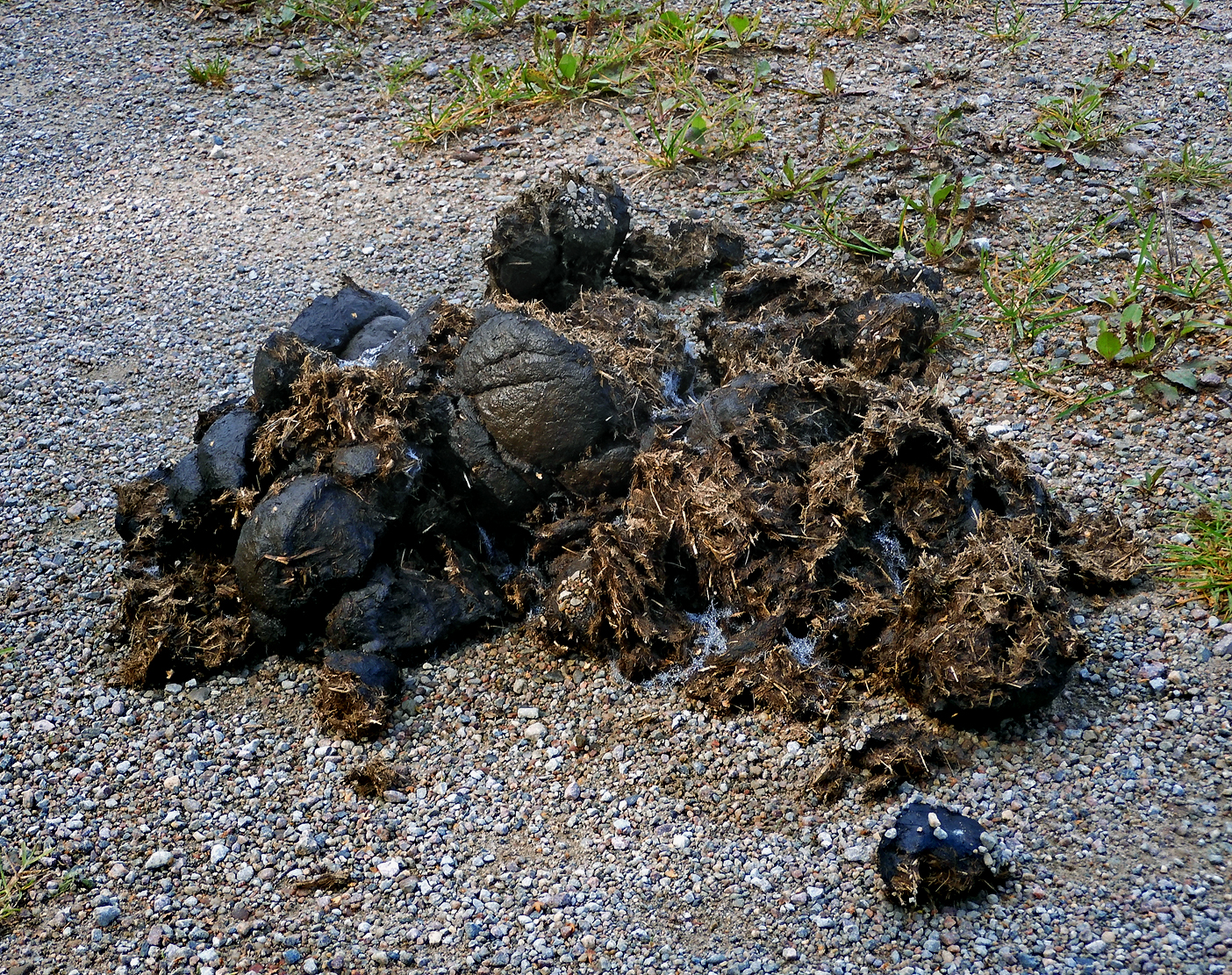
Hästspillning.

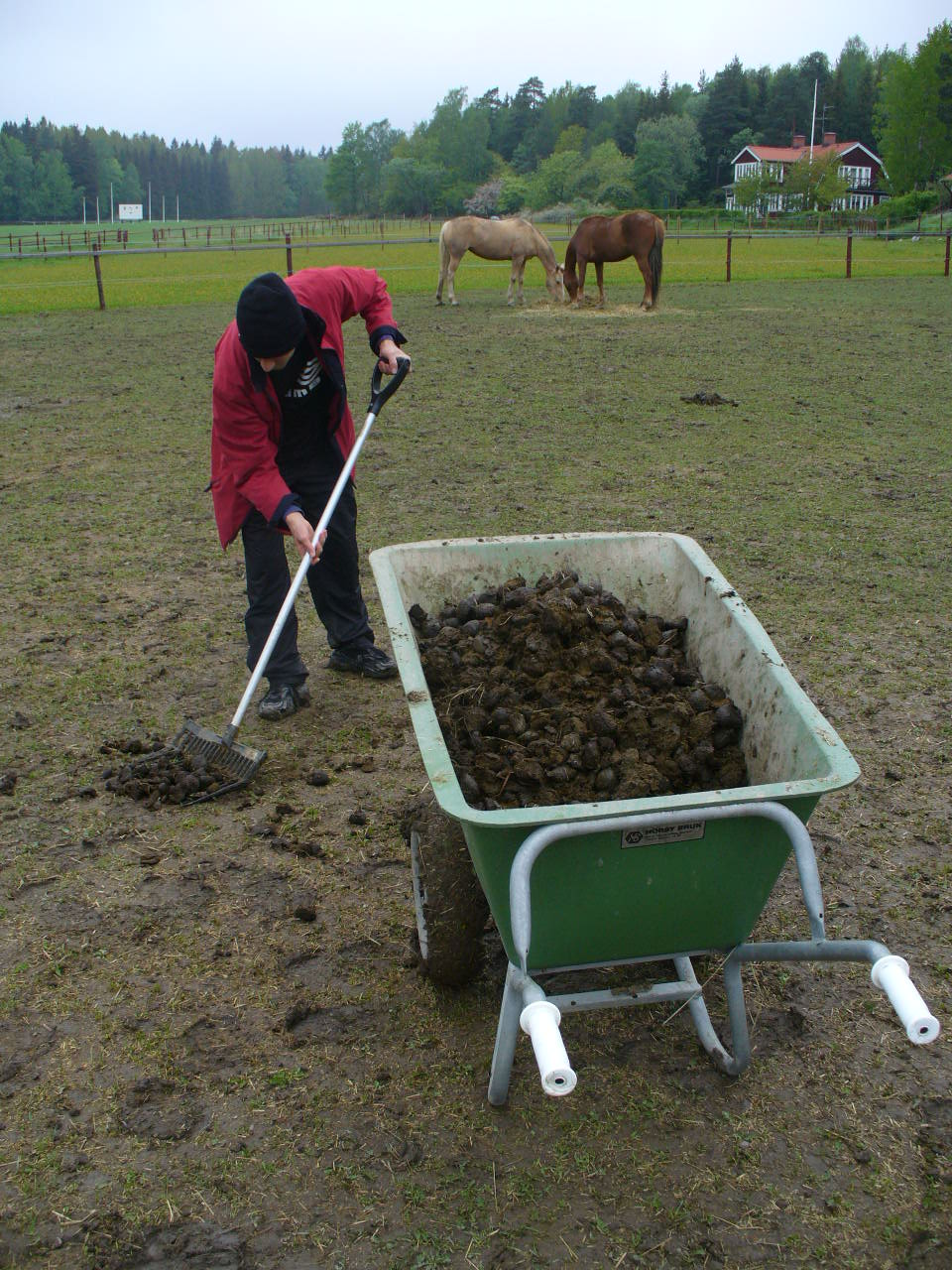
Mockning av hästhage.

Försummad hovskötsel är den vanliga anledningen till felaktiga benställningar, oregelbundna rörelser och felaktiga eller sjukligt förändrade hovar. 
Hästar som går på bete eller inte utför arbete brukar inte behöva förses med hästskor. Deras hovar måste dock regelbundet ses över och verkas eftersom de ständigt växer. Om man inte verkar tillräckligt ofta kan hästen få förslitningar på leder och senor. Genom verkning återger man hovarna den rätta formen om nötningen inte varit fullt jämn.
Hur ofta man behöver sko en häst beror på vad hästen används till. En grundregel är att verka eller sko en häst var 6:e till 8:e vecka. Man ser oftast att hästen behöver skos eftersom hoven kan växa lite utanför skorna. Hornet kan även vara torrt och sprucket närmast skon. Unghästar bör man inte sko för tidigt eftersom hoven måste få kunna utvecklas naturligt och inte begränsas i sin utveckling och form. 

## Utrustningens skötsel
Hästutrustningen måste skötas. Att smörja in lädret i sadel, sele och betsel regelbundet ökar livslängden med flera år. Utrustning av läder tvättar man av med sadelsåpa och ljummet vatten. Sedan låter man det torka och när lädret nästan är torrt arbetar man in sadeltvål, lämpligen med en svamp. Ett par gånger om året bör man ge allt läder en smörjning med läderfett eller läderolja.
Man bör även tvätta av alla spännen, bett och stigbyglar med speciellt utvecklat putsmedel för hästskötsel.
Att försäkra sig om att sadel, sele, betsel och annan utrustning är anpassad för hästen är ett bra sätt att undvika framtida problem. Vid utprovning av sadel bör en auktoriserad sadelmakare eller liknande anlitas. 

## Mockning och hagen
När hästar hålls i box eller spilta en del av dygnet mockas dessa vanligen varje dag. I mindre hagar kan risken för parasitsmitta minskas om hagen mockas regelbundet.
Man ska även se efter att inget farligt skräp finns i hagen och att staketet är helt överallt. Hästar måste även ha tillgång till vatten i hagen. Att städa ut vattenkaret då och då är ett måste.

## Foder
Hästar behöver hö som basfoder, kraftfoder vid behov, vatten, ett ljust, svalt, luftigt men dragfritt stall med strö, kontakt med andra hästar och motion. Bete, tillräcklig motion eller åtminstone en hage är avgörande för ett rörligt djur som hästen. Hästhållning måste ta hänsyn till hästens behov och hästägarens resurser.
Hästen ska ha foder varje dag. Hur mycket och vad hästen ska få är olika beroende på vad hästen används till. Små ponnyer som enbart rids då och då klarar sig lätt på enbart hö (som bör vara analyserat med fokus på näringsinnehåll) medan större tävlingshästar måste få både hö, kraftfoder och mineraler. Även vitaminer är bra för hästen. Det vanligaste är att man ger hästen havre eller speciellt framtaget kraftfoder till exempel betfor, som är gjort av rester från sockertillverkning och ska blötläggas minst två timmar före fodringen. Det är viktigt att allt har svällt ordentligt för att det inte ska svälla i hästens mage istället, vilket kan orsaka kolik. Betfor ger snabb energi och är bra för hästarnas matsmältning. 
Hästar måste även ha tillgång till färskt vatten i boxen, antingen genom en automatisk vattenkopp som måste rengöras då och då, eller i vattenhinkar som ska ha nytt vatten varje dag. Hästar måste även ha tillgång till salt, antingen genom saltstenar som fästs på boxväggen eller genom vanligt grovsalt som ges direkt i hästens foder. 
Det finns dessutom en mängd mineraler och vitaminer som fyller olika funktioner för hästen. I foderhandeln finns en rad blandningar till hästar med olika behov.

## Veterinärvård
Vaccinering av hästen bör ske någon gång per år beroende på behov. Vanliga vaccinationer är stelkramp, hästinfluensa och botulism. Vaccination mot hästinfluensa är numera ett krav för att hästar ska få tävla och för att få hästpass utfärdat om man vill föra hästen utomlands. 
Hästar bär naturligt på inälvsparasiter, men om dessa blir för många kan det försämra hästens hälsa, och avmaskning kan behöva genomföras. Förekomst av bland annat liten och stor blodmask, spolmask och bandmask kan undersökas med träckprov. Avmaskningsmedel för häst är numera receptbelagda i Sverige, och generell avmaskning rekommenderas inte på grund av risk för resistensutveckling.
Traditionell tandvård i Sverige har främst varit raspning, där veterinär eller hovslagare filat ner vassa hakar och ojämnheter på tänderna, för att förhindra att dessa leder till sår i munnen eller att hästen får svårt att tugga. Nyare forskning har pekat på samband mellan munproblem, typ av betsling och utfodring, och flyttat fokus mer mot förebyggande åtgärder.